# Hana (album)
Hana je sedmi studijski album britanske pjevačice Sophie Ellis-Bextor. Diskografska kuća Cooking Vinyl objavila ga je 2. lipnja 2023. Njezin je treći i posljednji uradak na kojem produkciju potpisuje Ed Harcourt. Nadahnuo ga je put u Japan na koji je glazbenica otišla prije početka pandemija koronavirusa.
Pjesme na uratku govore o optimizmu, pustolovinama i smrtnosti. Prije samog albuma objavljena su tri singla: „Breaking the Circle”, „Everything Is Sweet” i „Lost in the Sunshine”. Kritičari su pohvalili jedinstven zvuk albuma i zaključili da se dobro uklapa u glazbeničinu diskografiju, ali razišli su se u mišljenju o njezinoj daljnjoj suradnji s Harcourtom.

## O albumu
„Optimističan je i popast, ali je i dosta psihodeličan, progresivan i pun sintesajzera. Bilo mi je lijepo na njemu izraziti neke drukčije osjećaje. To mi je treći album s Edom Harcourtom. Odredili smo kurs i čini mi se da sam s vremenom postala odvažnija, stvaram neobičnije albume.”

Hana je prvi studijski album koji je Ellis-Bextor objavila poslije uratka Familia (2016.). Pjesme je počela pisati 2020., kad je sa sinom i majkom posjetila Japan. U početku nije namjeravala poći na taj put, ali je naposljetku pošla onamo umjesto svojeg očuha Johna, koji nije mogao putovati zbog narušena zdravlja. Izjavila je da joj je to bilo „stvarno posebno putovanje, ali pomalo i tužno zbog onoga što se događalo s [njezinim] očuhom”. U Ujedinjenom Kraljevstvu uvedene su restriktivne mjere radi suzbijanja pandemije koronavirusa ubrzo nakon njezina povratka. Izjavila je da je Japan postao „bogato, inspirativno mjesto na koje smo se vraćali u mislima” i da je to „postalo važnije kad više nikamo nismo mogli ići”. Naslov albuma na japanskome jeziku znači „cvijet”.
Kad joj je u srpnju te godine umro očuh, odlučila mu je odati počast na uratku. U razgovoru s El Hunt za Evening Standard izjavila je da nije htjela snimiti tipičan dance-album iako su joj prethodni internetski koncerti pod imenom „Kitchen Disco” bili uspješni jer je „srce nije vodilo u tom smjeru”. Hana joj je nakon uradaka Wanderlust (2014.) i Familia (2016.) posljednji album koji je snimila s producentom Edom Harcourtom.

## Pjesme
Na „A Thousand Orchids”, prvoj pjesmi na albumu, prevladava zvuk sintesajzera i nadahnuta je glazbom iz osamdesetih godina 20. stoljeća. Stihovi pjesme govore o smrtnosti i sadrže iscjepkane vokalne dionice. Kate Solomon, recenzentica novina i, izjavila je da je to „najveće iznenađenje” na albumu te da joj „kolorit daju užurbani sintesajzeri [i] čvrsti akordi na glasoviru [...], ali se poslije pretvori u nešto nalik na shoegaze”. 
Glavni singl „Breaking the Circle” „uzvišena” je pjesma inspirirana house-glazbom na kojoj Ellis-Bextor sanjari o odlasku prema „svjetlu nepoznatih prostranstava”. Komentirala je da su pjesmu nadahnuli „oni kasnonoćni trenuci kad ni u što niste sigurni i kad se puni adrenalina pitate što vam nosi sutra”. Nazvala ju je „užurbanom, dramatičnom i optimističnom”.
„Until the Wheels Fall Off”, treća pjesma na uratku, sadrži stihove preuzete iz pisma koje je njezin očuh napisao njezinoj majci. Ellis-Bextor komentirala je da je u pismu stajalo kako je taj par „putovao, smijao se i volio se do samoga kraja” i dodala je da je ta pjesma napisana „u spomen na njihov brak jer su zajedno bili jako sretni”. „Everything Is Sweet” odlikuje se „melankolijom [koju stvaraju] iscjepkane sintesajzerske dionice” i utjecajem glazbe Human Leaguea. Na pjesmi „Tokyo” pjevačica se prisjeća puta u grad koji je nadahnuo cijeli album: „Nisam planirala poći onamo, ali sudbina se zaigrala.” „Beyond the Universe” opisuje kakav učinak ima ljubav. Recenzenti su izjavili da je „sanjalačka” i da sadrži „eteričan ritam”.
„Reflections” je dance-pjesma koja je u jednom osvrtu proglašena „lijepim komadićem disca i soula s kraja sedamdesetih”. „Broken Toy” govori o iskorištavanju u ljubavnoj vezi. „We've Been Watching You”, posljednja pjesma na uratku, napisana je iz perspektive izvanzemaljaca koji promatraju ljude na Zemlji i spašavaju ih.

## Promidžba i singlovi
„Breaking the Circle” prvi je singl s albuma i objavljen je 8. veljače 2023. Ellis-Bextor izvodila je tu pjesmu na europskom dijelu turneje Kitchen Disco te godine. Glazbeni spot za tu pjesmu režirao je Remi Laudat i objavljen je 1. ožujka, a Ellis-Bextor izjavila je da se „kreće između stvarnosti i mašte”. Drugi singl „Everything Is Sweet” izdan je 23. ožujka 2023. „Lost in the Sunshine”, treći i posljednji singl s albuma, objavljen je 18. travnja 2023. Spot za tu pjesmu snimljen je u Rimu i objavljen je 25. svibnja te godine.

## Recenzije
| Recenzije            | Recenzije |
| Izvor                | Ocjena    |
| -------------------- | --------- |
| Clash                | 7/10      |
| i                    | [ 10 ]    |
| The Irish News       | 3/5       |
| The Line of Best Fit | 7/10      |
| The Telegraph        | [ 20 ]    |

Dobio je uglavnom pozitivne kritike. Retropop Magazine izjavio je da je „jedinstven u Sophienoj diskografiji, a premda na njemu ima pravih pop-trenutaka, ne jurca za hitovima i pušta glazbu da stvara šarmantan i čaroban ugođaj”. Sam Franzini u recenziji za The Line of Best Fit izjavio je da pjevačica „na nov način pristupa prethodnim djelima, idejama i temama” te da joj je sedam godina studijske pauze „bilo i više nego dovoljno vremena da se glazbi vrati svježa i jača”. Dodao je i da je riječ o „luckastoj i pronicljivoj dopuni diskografije [Sophie] Ellis-Bextor” koja je zbog „miješanja mračnih i svijetlih tema postala jedan od njezinih najzanimljivijih radova do danas”.
Robin Murray dao je albumu sedam od deset bodova u recenziji za časopis Clash nazvavši ga „završnim dijelom trilogije koji prikazuje i vrline i mane ovog [glazbenog] pristupa”. Dodao je da je riječ o „zabavnom i zrelom popu u kojem se stvarno može uživati, ali katkad poželite čuti i njezinu uzbudljiviju stranu”. U osvrtu za novine i Kate Solomon zaključila je da je suradnja Ellis-Bextor i Harcourta „očito plodonosna kad je riječ o isprobavanju stvari kojih bi se drugi producenti prestravili”, ali da se „album pomalo vuče – čini se da vrluda umjesto da se svrhovito kreće prema nekom cilju i teško će vam zadržati pozornost dok traje”.
Poppie Platt u svojoj je recenziji za The Telegraph komentirala da se na uratku posebno ističe „Breaking the Circle”, čiji je „disco-ritam neodoljiv”, ali je izjavila da „neke pjesme ('He's a Dreamer', 'Hearing in Colour') obećavaju plesne dijelove koji se nikad ne obistine”. Dodala je da je uradak „zabavan i ležeran”, ali da „na kraju ipak djeluje monotono”. The Irish News napisao je da uradak „od samog početka [krase] prelijepi vokali i velika energičnost”, ali da bi „možda bio bolji da je Ellis-Bextor više slijedila svoj poznati pop-stil i dodala mu više življih pjesama”. Jeremy Williams-Chalmers iz The Yorkshire Timesa proglasio ga je „predivnim otkrićem” i zaključio je da je glazbeničin daljnji rad s Harcourtom „opet urodio plodom”.

## Popis pjesama
Tekstovi i glazba: Sophie Ellis-Bextor i Ed Harcourt. 
| 1.    | »A Thousand Orchids«        | 4:36 |
| 2.    | »Breaking the Circle«       | 4:13 |
| 3.    | »Until the Wheels Fall Off« | 4:07 |
| 4.    | »Everything Is Sweet«       | 4:50 |
| 5.    | »Lost in the Sunshine«      | 4:04 |
| 6.    | »Tokyo«                     | 3:23 |
| 7.    | »Beyond the Universe«       | 4:13 |
| 8.    | »He's a Dreamer«            | 5:06 |
| 9.    | »Reflections«               | 3:22 |
| 10.   | »Hearing in Colour«         | 4:01 |
| 11.   | »Broken Toy«                | 3:32 |
| 12.   | »We've Been Watching You«   | 4:37 |
| 50:04 |                             |      |

## Zasluge
| Glazbenici - Sophie Ellis-Bextor – vokal; fotografija (na poleđini omota) - Richard Jones – bas-gitara, sintesajzer, prateći vokal; dodatna produkcija - Jackson Ellis-Leach – bubnjevi, udaraljke - Seton Daunt – gitara - Pablo Tato – električna i akustična gitara - Ed Harcourt – glasovir, sintesajzer, semplovi, orgulje, prateći vokal; produkcija - Simon Byrt – sintesajzer - Gita Langley – violina (na pjesmi „Reflections”) | Ostalo osoblje - Robert Sellens – inženjer zvuka - Cenzo Townshend – miksanje - Camden Clark – pomoć pri miksanju - Miles Showell – mastering - Laura Lewis – fotografija - Michael Nash Associates – dizajn |

## Ljestvice
| Ljestvica (2023.)                           | Najviša pozicija |
| ------------------------------------------- | ---------------- |
| Belgija (Flandrija)                         | 174.             |
| Belgija (Valonija)                          | 88.              |
| Škotska (OCC)                               | 5.               |
| Ujedinjeno Kraljevstvo (OCC)                | 8.               |
| Ujedinjeno Kraljevstvo (Independent Albums) | 2.               |